# Oakham
Oakham est une ville et une paroisse civile du Rutland, en Angleterre. Située sur la rive occidentale du réservoir de Rutland Water, elle est le chef-lieu du comté de Rutland. Elle aussi possède la seule gare ferroviaire encore d'usage dans le comté. Au moment du recensement de 2011, elle comptait 10 922 habitants.

## Jumelages
- Barmstedt (Allemagne) depuis 1987[2]
- Dodgeville (États-Unis)
- La ville déclina la proposition de jumelage émanant de Condom en 1987 en raison du nom de la cité française, jugé trop cocasse (« condom » signifiant préservatif en anglais).